# Jacques Cuisinier
Pour les articles homonymes, voir Cuisinier (homonymie).
Jacques Cuisinier, né à Ixelles le 12 septembre 1915 et mort à Bruxelles le 29 février 2000, est un architecte belge.
On lui doit principalement le Centre international Rogier (connu également sous le nom de Centre Martini ou de Tour Martini), le Charlemagne, la Résidence Brusilia (la plus haute tour d'habitation en Belgique jusqu'en 2014) et, dans un style tout différent, l'Hôtel Méridien réalisé dans un style postmoderne d'inspiration néo-classique.
Mis à part quelques grandes réalisations, son œuvre, pourtant prolifique, est globalement méconnue aussi bien du grand public que du milieu des architectes. Ce constat pourrait s'expliquer par le manque de style personnel de l'architecte : en effet celui-ci a aussi bien réalisé des tours de logements en béton armé que des habitations personnelles de style Louis XVI. Ce manque de personnalité ainsi que ses amitiés avec certains promoteurs immobiliers tel que Ado Blaton ou Charles de Pauw lui vaudront le surnom de « crayon souple » parmi ses contemporains. Sur ce point, l'historien de l'architecture Sven Sterken exprime son point de vue :
« Si Cuisinier était plus que quiconque au service des promoteurs bruxellois, il a su, dans ses meilleures années, dépasser avec panache les contraintes commerciales.»

## Biographie
Jacques Cuisinier étudia l'architecture à l'école Sint-Lukkas à Schaerbeek dont il sort diplômé en 1937. Les premières réalisations qui lui sont attribués datent des années 1950. Parmi celles-ci, citons entre autres l'Hôtel Amigo (1956-58) dans un style folklorique, à deux pas de la Grand-Place de Bruxelles, la Résidence de la Magnanerie (1957-61), le Centre international Rogier (1957-62, démoli en 2002). L'essentiel de ses projets furent réalisés durant les années 1960, période qui correspond aussi à l'apogée de sa carrière. Durant celle-ci il réalisa entre autres la Galerie Louise (1962-63), le Charlemagne (1964- 67), le Centre Monnaie (1967-71). La fin de sa carrière est marquée par la construction de l'Hôtel Méridien (1995) en face de la gare centrale.

## Réalisations
- 1956 : immeuble à appartements, place Saint Lazare, Saint-Josse-ten-Noode ;
- 1956 : habitation individuelle, avenue Franklin Roosvelt 95, Bruxelles ;
- 1956-58 : Hôtel Amigo, coin entre la rue de l'Etuve et la rue de l'Amigo, Bruxelles ;
- 1957-60 : Résidence du Lac, Square Biarritz, 1-7 Ixelles ;
- 1957-61 : « La Magnanerie », immeuble résidentiel de 61 m de haut, avenue Minerve, 33 Forest ;
- 1957-62 : « Centre International Rogier » (avec Serge Lebrun), place Rogier 10-15 à Saint-Josse-ten-Noode[4]

Cette tour, surnommée « Tour Martini » ou « Centre Martini », a été démolie en 2002 et remplacée par la tour Dexia (rebaptisée tour Rogier), construite en style postmoderne par Michel Jaspers et Philippe Samyn ;
- 1960-64 : Extension du Parking 58, rue de l'Évêque, 1 Bruxelles ;
- 1960-71 : Résidence Royal Palace, Zeedijk 96 Ostende ;
- 1961 : Hôtel Reyers, boulevard Auguste Reyers, 122 Schaerbeek ;
- 1962 : Royal Building Residence ("Tour Albert"), Avenue Albert, Forest (Jacques Cuisinier - Serge Lebrun);
- 1962-1963 : Passage Saint-Honoré (Jacques Cuisinier - Serge Lebrun)[5] ;
- 1962-63 : Parc des Nations, immeuble à appartements, avenue Franklin Roosevelt 121, Bruxelles ;
- 1962-64 : Complexe Twenty One, Avenue des neuf provinces, 3 Ganshoren ;
- 1963-64 : Galerie Louise, Avenue Louise, 32-46a Bruxelles ;
- 1964-67 : Bâtiment Charlemagne, 170 rue de la Loi à Bruxelles

Transformé en 1998 par l'architecte Helmut Jahn de Chicago (architecte opérationnel Bureau d'architecture Henri Montois) ;
- 1967-1971 Centre administratif de la Ville de Bruxelles (Centre Monnaie) et Régie des Postes, boulevard Anspach no 6 à Bruxelles (Jacques Cuisinier, Jean Gilson, André et Jean Polak, R.Schuiten)[6] ;
- 1967-72 : Hotel Europa, complexe hôtelier, rue de la Loi, 107-111 Bruxelles ;
- 1968-71 : Le Brusilia, immeuble à appartements, avenue Louis Bertrand 100-104 à Schaerbeek ;
- 1971-74 : Habitation individuelle, rue Vilain XIIII, 12 Ixelles ;
- 1972-79 : immeuble de bureaux, rue de l'Industrie, 4 Bruxelles ;
- 1973 : Immeuble à appartements, rue Paul Devigne 70 Schaerbeek ;
- 1973-81 : complexe immobilier Cours St-Michel, Avenue de Tervuren 41 Etterbeek ;
- 1975 : Le Christoffel, immeuble à appartements, Boulevard Léopold III, 2 Schaerbeek ;
- 1976 : Immeuble à appartements, rue Defacqz 96-118 Saint Gilles ;
- 1979 : Maison néo-baroque, rue de la Montagne, 18 Bruxelles ;
- 1979 : Immeuble de bureau, Rue Archimède 1, Bruxelles ;
- 1995 : Hôtel Méridien, Carrefour de l'Europe 3, Bruxelles.